# Bruant du Sahara
Emberiza sahari
Espèce
Le Bruant du Sahara (Emberiza sahari) est une espèce de passereau appartenant à la famille des Emberizidae.

## Distribution
Son aire de répartition s’étend du Maroc à l’ouest de la Libye, et de façon discontinue de la Mauritanie au nord-ouest du Tchad.

## Description
1960 et 1980, l’espèce a commencé à coloniser les villes du littoral atlantique ; Casablanca, Mohamedia et Rabat, ou encore plus au nord, Fès, Oujda et Berkane (THEVENOT et al., 2003). Actuellement, il a atteint le littoral méditerranéen du Maroc à Tanger et à Tétouan où on le retrouve dans de nombreux quartiers (AMEZIANE et al., 2006 ; MAGHREBORNITHO, 2015). Il a même été observé à Ceuta sur le littoral nord-africain de l’Espagne (SEO-CEUTA, 2016). En Tunisie l’expansion vers le Nord parait moins spectaculaire, HEIM DE BALSAC et MAYAUD (1962) ; ISENMANN et al. (2005) ont indiqué Feriana et Kairaouan comme limite septentrionale. Plus récemment, des observations de l'espèce au centre de la Tunisie et à Sfax suggèrent une expansion vers le nord de son aire de nidification (SCHNEIDER, 2005). Enfin, pour l’Algérie, il est à prévoir que la colonisation de localités au nord du pays va s’accentuer. D’abord probablement, dans le nord ouest et sur les hauts plateaux aussi bien de l’est que de l’ouest, régions caractérisées par leurs climats arides et semi-arides.

## Nidification

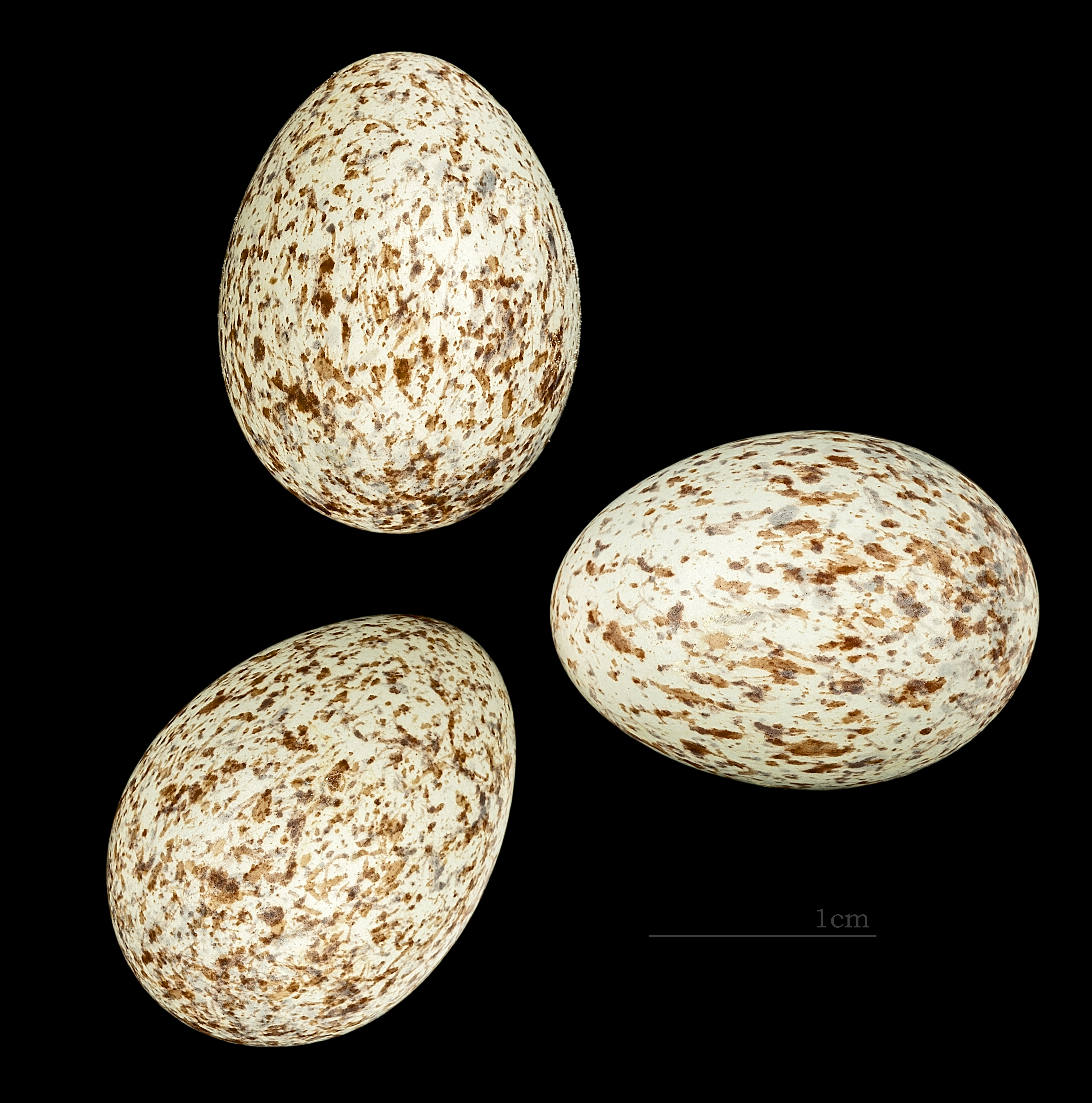
Œufs de bruant du Sahara - Muséum de Toulouse

## Systématique
L'espèce Emberiza sahari a été décrite par le général et naturaliste français Jean Levaillant en 1850. Cette espèce était autrefois considérée comme une sous-espèce du Bruant striolé (Emberiza striolata).

### Sous-espèces
D'après le Congrès ornithologique international, cette espèce est constituée des deux sous-espèces suivantes :
- Emberiza sahari sanghae Traylor, 1960 ;
- Emberiza sahari sahari  J. Levaillant, 1850.